# Longiductotrema scandolensis
Longiductotrema scandolensis is een soort in de taxonomische indeling van de platwormen (Platyhelminthes). De worm is tweeslachtig en kan zowel mannelijke als vrouwelijke geslachtscellen produceren. De soort leeft in zeer vochtige omstandigheden.
Deze platworm behoort tot het geslacht Longiductotrema en behoort tot de familie Microphallidae. De wetenschappelijke naam van de soort werd voor het eerst geldig gepubliceerd in 1988 door Deblock en Bartoli.
Hij is geïdentificeerd als een parasiet in het spijsverteringskanaal van de geelpootmeeuw op Corsica. Hij verschilt van de Noord-Amerikaanse Longiductotrema floridensis, de enige andere soort in zijn geslacht, door de volgende kenmerken: groter lichaam, langere caeca, een verschillende anatomie van het ejaculatiekanaal en een groter aantal eigeelfollikels.